# Museumbrug (Amsterdam)
De Museumbrug (brugnummer 82) is een vaste brug op de grens van Amsterdam-Centrum en Amsterdam-Zuid, het Museumkwartier.
De brug verbindt de Weteringschans met de Stadhouderskade en overspant daarbij de Singelgracht. Voor voetgangers en fietsers is het de schakel tussen de Spiegelgracht en de Passage Rijksmuseum. De brug, zelf een gemeentelijk monument, wordt omringd door een aantal gemeentelijke monumenten en twee rijksmonumenten, te weten villa Weteringschans 24 en het Rijksmuseum Amsterdam tevens naamgever van de brug.
Eind 1876 werd besproken waar het "Rijks-museum voor Schilderijen" kwam te staan: Het wordt opgetrokken op 60 meter afstand van de Singelgracht, die zal worden overbrugd. Er werd 34.500 gulden voor de brug vrijgemaakt, in januari 1878 werd vermeld, dat men nog druk doende was met "den nieuwen uitgang der stad voor de Spiegelgracht tegenover het in aanbouw zijnde Rijksmuseum". Het ontwerp kwam van de Dienst der Publieke Werken. In hoeverre de stadsarchitect Bastiaan de Greef en zijn assistent Willem Springer bij dat ontwerp betrokken waren is niet duidelijk, de tekening vermeldt geen handtekening (de projecten werden als door een gehele afdeling opgeleverd). Kenmerkend voor de brug zijn de hardstenen halfronde brugpijlers, ijzeren balusters en balustrades. Voorts heeft de brug net als de Blauwbrug boogvormige ijzeren spanten. Die ijzeren spanten werden tijdens de bouw als mooie versieringen beschouwd, maar daarna wisselde het inzicht over dergelijke versieringen. Bij een aantal bruggen in de stad verdwenen ze, of de brug werd in haar totaal vervangen door een historiserende welfbrug. Dat bleef deze brug bespaard. De brug werd wel diverse malen gerenoveerd (1913: bovenbouw en 1990: liggers en betondek). 
Sinds 1913 lagen er tramsporen op de brug die aanvankelijk werden bereden door tramlijn 15 en vanaf 1922 door tramlijn 6, tot de opheffing in 1942. Daarna was deze route alleen in gebruik voor omleidingen. 
Door de komst van een extra verbindingsboog langs het Hirschgebouw op het Leidseplein in 1977 waren de sporen niet meer noodzakelijk en werden vanaf het Leidsebosje afgesloten. Bij de aanleg van de Binnenring werd de aansluiting vanaf de Weteringschans ook afgesloten. De buiten gebruik gestelde sporen hebben nog geruime tijd op de brug gelegen.   
Van 1967-1981 reden staduitwaarts de buslijnen naar Buitenveldert en Amstelveen over de brug. In 1980 kwam de brug terecht in het strijdtoneel behorende bij de ontruiming van krakersbolwerk Grote Wetering, de brug stond vol met politieauto’s en busjes van de Mobiele Eenheid. In 2023 wordt de brug heringericht, met eenrichtingsverkeer voor auto's en meer ruimte voor de fiets.

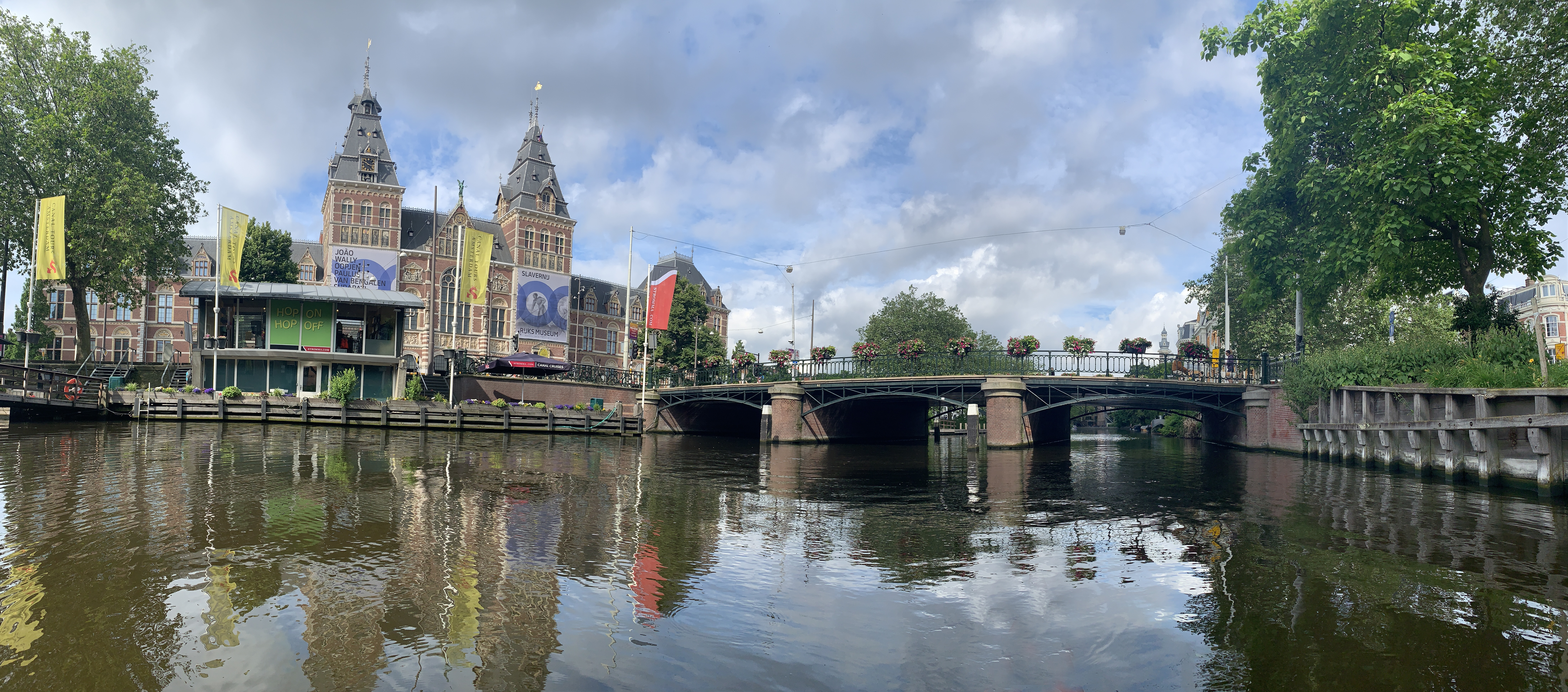
De brug in juli 2021 gezien naar het westen
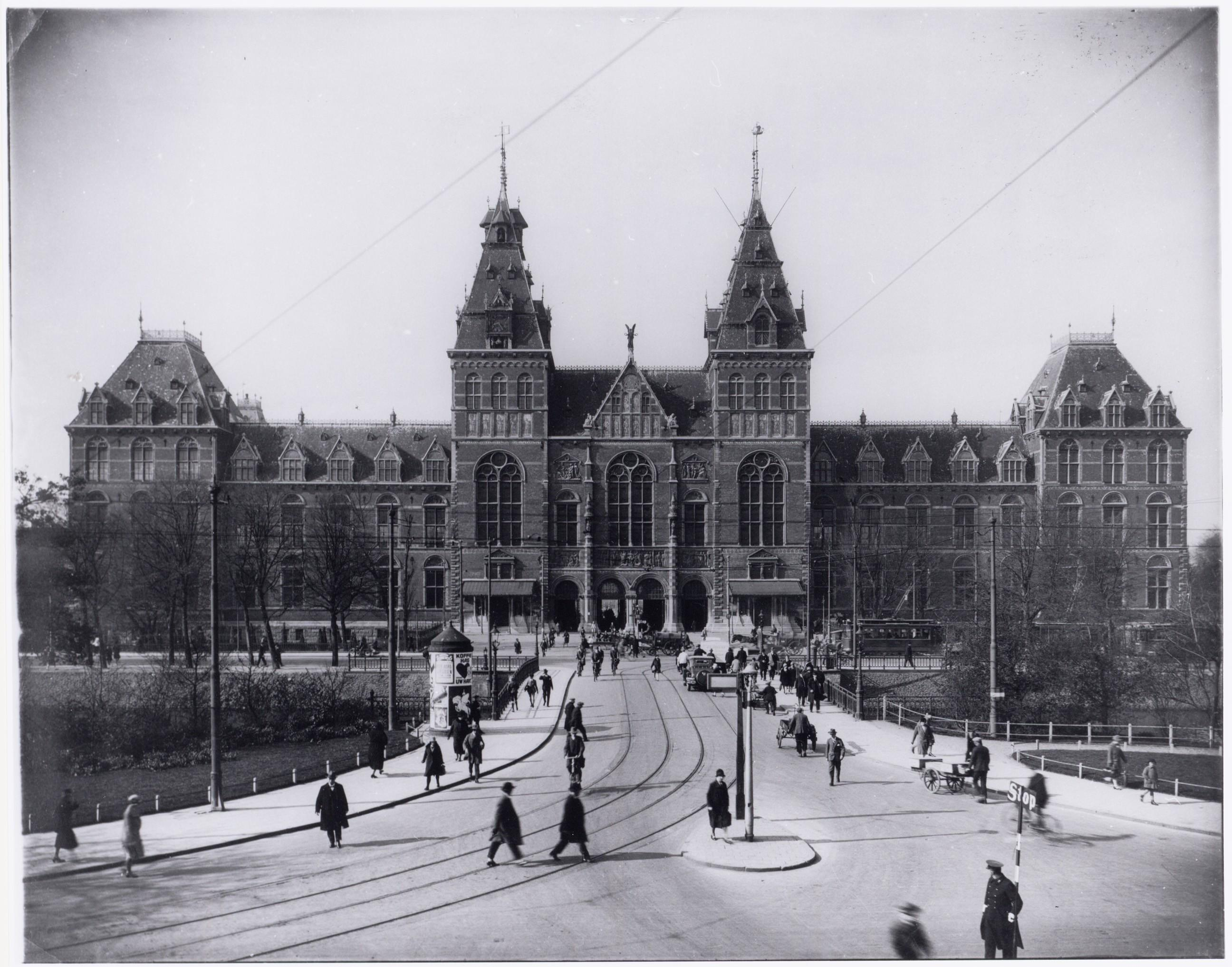
De brug einde jaren 20 van de twintigste eeuw, met tramsporen
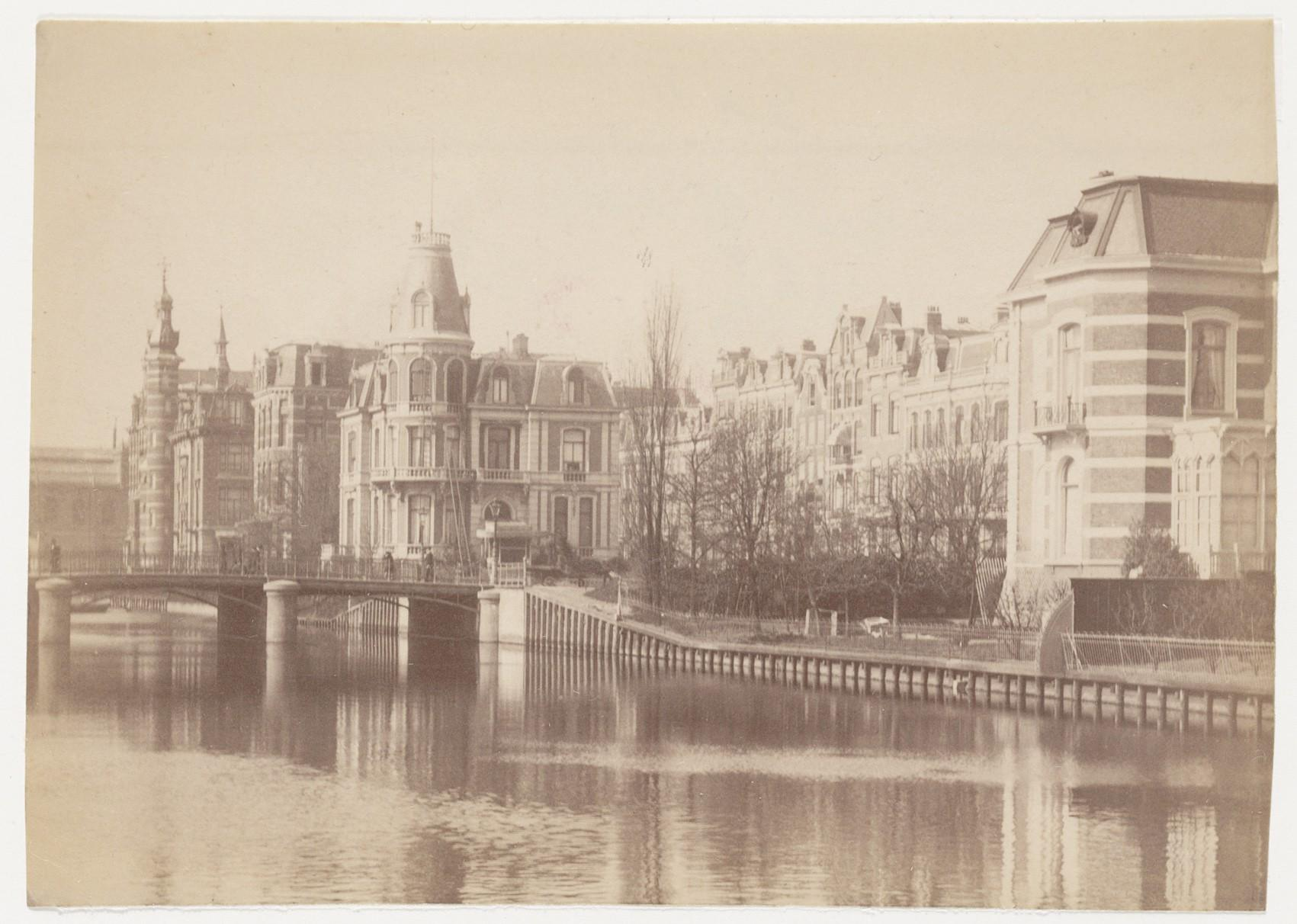
De brug in de 19e eeuw, foto van Andreas Theodorus Rooswinkel

1 · 2 · 3 · 4 · 5 · 6 · 7 · 8 · 9 · 10 · 11 · 12 · 13 · 14 · 15 · 16 · 17 · 18 · 19 · 20 · 21 · 22 · 23 · 24 · 25 · 26 · 27 · 28 · 29 · 30 · 31 · 32 · 34 · 35 · 36 · 37 · 38 · 39 · 40 · 41 · 42 · 43 · 44 · 45 · 46 · 47 · 48 · 49 · 50 · 51 · 52 · 53 · 54 · 55 · 56 · 57 · 58 · 59 · 60 · 61 · 62 · 63 · 64 · 65 · 66 · 67 · 68 · 69 · 70 · 71 · 72 · 73 · 74 · 75 · 76 · 77 · 78 · 79 · 80 · 81 · 82 · 84 · 85 · 86 · 87 · 88 · 89 · 90 · 91 · 92 · 93 · 94 · 95 · 96 · 97 · 98 · 99 · >>>
Brugnummers 33 en 83 zijn niet (meer) vergeven